# Cuantificación de ácidos nucleicos

Densidad óptica de la muestra de ribosomas. Las longitudes de onda importantes de 260nm y 280nm están marcadas.

En biología molecular, la cuantificación de ácidos nucleicos se realiza habitualmente para determinar las concentraciones medias de ADN o ARN presentes en una mezcla, así como su pureza. Las reacciones en las que se utilizan ácidos nucleicos suelen requerir cantidades y pureza particulares para un rendimiento óptimo. Hasta la fecha, existen dos enfoques principales utilizados por los científicos para cuantificar, o establecer la concentración, de ácidos nucleicos (como el ADN o el ARN) en una solución. Se trata de la cuantificación espectrofotométrica y el marcado por fluorescencia UV en presencia de un colorante de ADN.

## Análisis espectrofotométrico
Una de las prácticas más utilizadas para cuantificar el ADN o el ARN es el uso del análisis espectrofotométrico mediante un espectrofotómetro. Un espectrofotómetro es capaz de determinar las concentraciones medias de los ácidos nucleicos ADN o ARN presentes en una mezcla, así como su pureza.
El análisis espectrofotométrico se basa en el principio de que los ácidos nucleicos absorben la luz ultravioleta siguiendo un patrón específico. En el caso del ADN y el ARN, se expone una muestra a la luz ultravioleta a una longitud de onda de 260 nanómetros (nm) y un fotodetector mide la luz que atraviesa la muestra. Una parte de la luz ultravioleta pasará y otra será absorbida por el ADN/ARN. Cuanta más luz absorba la muestra, mayor será la concentración de ácido nucleico en la misma. El efecto resultante es que menos luz golpeará el fotodetector y esto producirá una mayor densidad óptica (DO).
Mediante la ley de Beer-Lambert es posible relacionar la cantidad de luz absorbida con la concentración de la molécula absorbente. A una longitud de onda de 260 nm, el coeficiente de extinción medio para el ADN bicatenario es de 0,020 (μg/ml)-1 cm-1, para el ADN monocatenario es de 0,027 (μg/ml)-1 cm-1, para el ARN monocatenario es de 0,025 (μg/ml)-1 cm-1 y para los oligonucleótidos monocatenarios cortos depende de la longitud y la composición de las bases. Así, una Absorbancia (A) de 1 corresponde a una concentración de 50 μg/ml para el ADN bicatenario. Este método de cálculo es válido hasta una A de al menos 2. Es posible que se necesite un coeficiente de extinción más preciso para los oligonucleótidos; éstos pueden predecirse utilizando el modelo del vecino más cercano.

### Cálculos
La densidad óptica se genera a partir de la ecuación:
Densidad óptica= Log (Intensidad de luz incidente / Intensidad de luz transmitida)
En términos prácticos, una muestra que no contiene ADN o ARN no debería absorber la luz ultravioleta y, por tanto, producir una DO de 0.
Densidad óptica= Log (100/100)=0
Cuando se utiliza el análisis espectrofotométrico para determinar la concentración de ADN o ARN, la ley de Beer-Lambert se utiliza para determinar concentraciones desconocidas sin necesidad de curvas estándar. En esencia, la ley de Beer-Lambert permite relacionar la cantidad de luz absorbida con la concentración de la molécula absorbente. Los siguientes factores de conversión de unidades de absorbancia a concentración de ácido nucleico se utilizan para convertir la DO en concentración de muestras de ácido nucleico desconocidas:
A260 dsDNA = 50 µg/ml
A260 ssDNA = 33 µg/ml
A260 ssRNA = 40 µg/ml

### Factores de conversión
Si se utiliza un camino óptico de 10 mm, basta con multiplicar la DO por el factor de conversión para determinar la concentración. Ejemplo, una muestra de dsDNA de 2,0 OD corresponde a una muestra con una concentración de 100 µg/ml.
Si se utiliza una camino óptico inferior a 10 mm, la DO resultante se reducirá en un factor de 10/camino óptico. Utilizando el ejemplo anterior con una camino óptico de 3 mm, la DO para la muestra de 100 µg/ml se reduciría a 0,6. Para normalizar la concentración a un equivalente de 10 mm, se hace lo siguiente:
0.6 OD X (10/3) * 50 µg/ml=100 µg/ml
La mayoría de los espectrofotómetros permiten seleccionar el tipo de ácido nucleico y el camino óptico de tal manera que la concentración resultante se normaliza a la longitud del trayecto de 10 mm que se basa en los principios de la ley de Beer.

### A260ncomo medida de cantidad
La "unidad A260" se utiliza como medida de cantidad para los ácidos nucleicos. Una unidad A260 es la cantidad de ácido nucleico contenida en 1 mL y que produce una DO de 1. Se aplican los mismos factores de conversión y, por tanto, en estos contextos:
1 A260 unidad dsDNA = 50 µg
1 A260 unidad ssDNA = 33 µg
1 A260 unidad ssRNA = 40 µg

### Pureza de la muestra (260:280 / 260:230 proporciones)
Es habitual que las muestras de ácidos nucleicos estén contaminadas con otras moléculas (por ejemplo, proteínas, compuestos orgánicos, etc.). El beneficio secundario de utilizar el análisis espectrofotométrico para la cuantificación de ácidos nucleicos es la capacidad de determinar la pureza de la muestra utilizando el cálculo de 260 nm:280 nm. La relación de la absorbancia a 260 y 280 nm (A260/280) se utiliza para evaluar la pureza de los ácidos nucleicos. Para el ADN puro, A260/280 se considera ampliamente como ~1,8, pero se ha argumentado que se traduce -debido a errores numéricos en el documento original de Warburg- en una mezcla de 60% de proteínas y 40% de ADN. La relación para el ARN puro A260/280 es de ~2,0. Estas proporciones se utilizan comúnmente para evaluar la cantidad de contaminación proteica que queda del proceso de aislamiento del ácido nucleico, ya que las proteínas absorben a 280 nm.
La relación de absorbancia a 260 nm frente a 280 nm se utiliza habitualmente para evaluar la contaminación por ADN de las soluciones proteicas, ya que las proteínas (en particular, los aminoácidos aromáticos) absorben la luz a 280 nm. Sin embargo, lo contrario no es cierto: se necesita una cantidad relativamente grande de contaminación proteica para afectar significativamente la relación 260:280 en una solución de ácido nucleico.
La relación 260:280 tiene una alta sensibilidad para la contaminación de ácidos nucleicos en las proteínas:
| % Proteína | % Ácido nucleico | proporción 260:280 |
| ---------- | ---------------- | ------------------ |
| 100        | 0                | 0.57               |
| 95         | 5                | 1.06               |
| 90         | 10               | 1.32               |
| 70         | 30               | 1.73               |

La relación 260:280 carece de sensibilidad para la contaminación de proteínas en los ácidos nucleicos (la tabla mostrada para el ARN, el 100% del ADN es aproximadamente 1,8):
| % Ácido nucleico | % Proteína | proporción 260:280 |
| ---------------- | ---------- | ------------------ |
| 100              | 0          | 2.00               |
| 95               | 5          | 1.99               |
| 90               | 10         | 1.98               |
| 70               | 30         | 1.94               |

Esta diferencia se debe al coeficiente de atenuación de la masa de los ácidos nucleicos a 260 nm y 280 nm, mucho mayor que el de las proteínas. Por ello, incluso para concentraciones relativamente altas de proteínas, éstas contribuyen relativamente poco a la absorbancia de 260 y 280. Si bien la contaminación por proteínas no puede evaluarse de forma fiable con una relación 260:280, esto también significa que contribuye con poco error a la estimación de la cantidad de ADN.

#### Identificación de contaminación
El examen de los espectros de la muestra puede ser útil para identificar que existe un problema de pureza de la muestra.
| Proporción | Lectura baja | Lectura alta |
| ---------- | --- | --- |
| A260/A230  | - Arrastre de carbohidratos (a menudo un problema con las plantas). - Fenol residual de la extracción de ácido nucleico. - Guanidina residual (a menudo utilizada en kits basados en columnas). - El glucógeno utilizado para precipitación. | - Hacer una medición en blanco en un pedestal sucio. - Utilizar una solución inadecuada para la medición del blanco. La solución en blanco debe tener el mismo pH y una fuerza iónica similar a la de la solución de la muestra. Ejemplo: utilizar agua para la medición del blanco para muestras disueltas en TE puede dar lugar a relaciones 260/230 bajas. |
| A260/A280  | - Fenol residual u otro reactivo asociado con el protocolo de extracción. - Una concentración muy baja (< 10 ng/μl) de ácido nucleico. | - ARN residual de extracción de ácido nucleico. * Unas relaciones de pureza 260/280 elevadas no suelen indicar ningún problema. |

#### Otros contaminantes comunes
- La contaminación por fenol, que se utiliza habitualmente en la purificación de ácidos nucleicos, puede desvirtuar considerablemente las estimaciones de cuantificación. El fenol absorbe con un pico a 270 nm y una A260/280 de 1,2. Las preparaciones de ácido nucleico no contaminadas por el fenol deberían tener una A260/280 de aproximadamente 2.[5] La contaminación por fenol puede contribuir significativamente a la sobreestimación de la concentración de ADN.
- La absorción a 230 nm puede ser causada por la contaminación por el ion fenolato, los tiocianatos y otros compuestos orgánicos. Para una muestra de ARN puro, la A230:260:280 debe ser de alrededor de 1:2:1, y para una muestra de ADN puro, la A230:260:280 debe ser de alrededor de 1:1,8:1.[9]
- La absorción a 330 nm y más, indica que hay partículas que contaminan la solución, lo que provoca la dispersión de la luz en el rango visible. El valor en una muestra de ácido nucleico puro debe ser cero.
- Los valores negativos podrían resultar si se utilizara una solución incorrecta como blanco. Alternativamente, estos valores podrían surgir debido a la fluorescencia de un colorante en la solución.

## Análisis con marcador de colorante fluorescente
Un método alternativo para evaluar la concentración de ADN y ARN es etiquetar la muestra con un marcador fluorescente, que es un colorante fluorescente utilizado para medir la intensidad de los colorantes que se unen a los ácidos nucleicos y son fluorescentes selectivamente cuando se unen (por ejemplo, bromuro de etidio). Este método es útil para los casos en los que la concentración es demasiado baja para evaluarla con precisión con la espectrofotometría y en los casos en los que los contaminantes que absorben a 260 nm hacen imposible una cuantificación precisa por ese método. La ventaja de la cuantificación por fluorescencia del ADN y el ARN es la mayor sensibilidad con respecto al análisis espectrofotométrico. Sin embargo, este aumento de la sensibilidad se produce a costa de un mayor precio por muestra y de un proceso de preparación de muestras más largo.
Hay dos formas principales de abordar esta cuestión. El "spotting" consiste en colocar una muestra directamente sobre un gel de agarosa o una película de plástico. El colorante fluorescente está presente en el gel de agarosa o se añade en concentraciones adecuadas a las muestras en la película de plástico. Un conjunto de muestras con concentraciones conocidas se mancha junto a la muestra. La concentración de la muestra desconocida se estima entonces por comparación con la fluorescencia de estas concentraciones conocidas. Alternativamente, se puede pasar la muestra por un gel de agarosa o poliacrilamida, junto con algunas muestras de concentración conocida. Al igual que con la prueba de manchas, la concentración se estima mediante la comparación de la intensidad de la fluorescencia con las muestras conocidas.
Si los volúmenes de muestra son lo suficientemente grandes como para utilizar microplacas o cubetas, las muestras cargadas de colorante también pueden cuantificarse con un fotómetro de fluorescencia. El volumen mínimo de muestra comienza en 0,3 μl.
Hasta la fecha no existe ningún método de fluorescencia para determinar la contaminación proteica de una muestra de ADN que sea similar a la versión espectrofotométrica de 260 nm/280 nm.